# Majjhima-nikaya
Majjhima Nikaya - "Colección de los Discursos Medianos" (del pali majjhima = "mediano") es una colección de escritos budistas. Forma parte del Sutta Pitaka del Canon Pali, es decir, de la colección de los antiguos textos budistas escritos en idioma pali que constituye el cuerpo doctrinal y fundacional del budismo theravada y que se compone mayoritariamente de los suttas o discursos pronunciados por Buda y, a veces, alguno de sus discípulos más cercanos.
Majjhima Nikaya consiste en 152 sutras, cuya extensión generalmente es menor en comparación con Digha Nikaya pero mayor que los sutras cortos pertenecientes a los nikayas siguientes. Algunos discursos de esta colección son profundos y muy difíciles de entender, mientras que otros ilustran, con historias amenas, los importantes puntos doctrinales, como por ejemplo, la ley del karma. 
Esta segunda parte de la Sutta Pitaka consiste en 152 sutras de mediana longitud, divididos en tres partes.

## Mulapannasapali - Discursos sobre raíces
Algunos de los sutras de esta parte, son los siguientes:
MN 1 Mulapariyaya Sutta – La raíz de todas las cosas. El Buda analiza el proceso cognitivo de cuatro tipos de individuos: de una persona común y corriente, no instruida en el dhamma, de un discípulo con altos logros espirituales, de un arhat y del Tataghata. Se considera este discurso como uno de los más difíciles y profundos de todo el Canon Pali. 
MN 2 Sabbasava Sutta – Todas las impurezas. Buda enseña a los monjes siete métodos para restringir y abandonar las impurezas mentales, que constituyen el principal obstáculo para el progreso espiritual, ya que atan a los seres a la interminable serie de nacimientos y muertes. 
MN 3 Dhammadayada Sutta – Herederos del dhamma. El Buda insta a los monjes que, en vez de ser herederos de las cosas materiales, sean herederos del dhamma. El Venerable Sariputta retoma luego este mismo tema explicando cómo un discípulo debería entrenarse para llegar a ser el heredero del Buda en el dhamma. 
MN 4 Bhayabherava Sutta – Miedo y pavor. El Buda describe a un brahmán, las cualidades que debería poseer un monje que pretende vivir sólo en el bosque. Después, relata cómo conquistó su propio temor cuando se esforzaba por alcanzar la iluminación. 
MN 5 Anangana Sutta – Sin imperfecciones. El Venerable Sariputta ofrece este discurso a los monjes, explicando el significado de las imperfecciones: el monje llega a ser imperfecto cuando cae bajo la influencia de malos deseos. 
MN 6 Akankheyya Sutta – Discurso sobre el deseo. Este sutra encierra una enseñanza dirigida a los monjes, instándoles a mantenerse dentro de los Preceptos Morales, las Reglas de la Orden y los Principios de la Recta Conducta. 
MN 7 Vatthupama Sutta - El símil de la tela. Con un simple símil, el Buda explica la diferencia entre una mente pura e impura.
MN 9 Sammaditthi Sutta – Discurso sobre el entendimiento correcto. Este sutra demuestra cómo las cuatro nobles verdades, el origen dependiente y el conocimiento que pone fin a las impurezas mentales en su conjunto ponen la base para la dicotomía entre las acciones sanas y malsanas. 
MN 10 Satipatthana Sutta - Discurso sobre las formas de estar consciente. Este sutra ofrece prácticas instrucciones para desarrollar la atención en la meditación, más específicamente, se describen con detalles cuatro fundamentos para apoyar la atención: el cuerpo, las sensaciones, la mente y los objetos mentales. Este sutra es casi idéntico con DN 21, con la excepción de que este último agrega al final una sección sobre las Cuatro Nobles Verdades. La versión birmana, incluso, directamente eliminó este texto del Canon, reemplazándolo por Mahasatipatthana Sutta (DN 22). 

## Majjhimapannasapali - Discursos medianos
Algunos de los sutras de esta parte, son los siguientes:
MN 51 Kandaraka Sutta – Discurso a Kandaraka. El Buda en este sutra fustiga el rigorismo de la auto-mortificación, por tratarse de una práctica ascética que no conduce a la Iluminación, tal como él mismo lo experimentó cuando hizo abandono de su condición de príncipe para buscar la verdad, aún a costa de su vida y luego la descubrió en la ‘vía media’ lejos tanto del propio tormento como de la auto-indulgencia. 
MN 61 Ambalatthika-rahulovada Sutta - Instrucciones a Rahula en la Piedra Mango. El Buda instruye a su hijo, el novicio Rahuka, sobre los peligros de mentir y subraya la importancia de la constante reflexión sobre sus propias motivaciones. Este sutra, fue uno de los discursos seleccionados por el rey Asoka (270-232 a. C.) para que fuera estudiado y meditado con frecuencia por todos los practicantes budistas. 
MN 63 Culamalunkya Sutta – Discurso corto a Malunkyaputta. Este sutra ha sido ofrecido por el Buda al Bhikkhu Malunya, quien una tarde, interrumpió su meditación y se fue junto al Buda para hacerle las clásicas preguntas como, ¿es eterno el Universo? ¿es el cuerpo lo mismo que el alma o es algo diferente? ¿existe la vida después de la muerte o no? etc. El Buda le explica que la práctica de una vida santa no depende de estos diferentes puntos de vista. 
MN 86 Angulimala Sutta – Discurso sobre Angulimala. Historia de una impresionante metamorfosis: el “bandido Angulimala” se convierte en “Venerable Angulimala”. Un asesino, que encuentra refugio en el Buda, desarrolla un corazón compasivo y llega a ser un santo (un arahant). 
MN 95 Canki Sutta – Discurso con Canki. Un presuntuoso brahmán adolescente pregunta a Buda acerca de la protección, del despertar y el logro de la verdad. En el transcurso del diálogo, Buda describe los criterios que debería tener un confiable maestro del dhamma para enseñar mejor semejantes personas. 

## Uparipannasapali - Discursos finales
Algunos de los sutras de esta parte, son los siguientes:
MN 117 Mahacattarisaka Sutta – Gran discurso de los cuarenta. Este sutra habla sobre la naturaleza de la Noble Correcta Concentración y su interdependencia con los demás pasos del Noble Óctuple Sendero. 
MN 118 Anapanasati Sutta – Discurso sobre la atención consciente en la respiración. Uno de los sutras más importantes de todo el Canon Pali. Tanto para los principiantes como para los veteranos de la meditación, este discurso contiene unas precisas y detalladas instrucciones para la práctica de meditación basada en la atención consciente de la respiración. Esta simple práctica puede, a través de sus diferentes y sucesivas fases, culminar con el pleno y completo Despertar. 
MN 121 Culasuññata Sutta - El corto discurso sobre vacuidad. Buda instruye al Venerable Ananda sobre la práctica que lleva a “entrar dentro de la vacuidad”, que es la entrada a la liberación. 
MN 148 Chachakka Sutta – Discurso del séxtuple juego de los seis. Según Bhante Vimalaramsi, “este sutra es clave para ayudar al estudiante a soltar la identificación con el Ego. Nos ayuda a realizar la verdad acerca de cómo el proceso de nuestra existencia funciona en realidad. ¡No somos lo que creemos ser!” Por eso, la traducción de este texto fue hecha sin la acostumbrada omisión de las repeticiones, para que sea leída en voz alta, deliberadamente y considerando cada sección a medida que se avanza. 
MN 148 Mahasalayatanita Sutta - Gran discurso sobre la séxtuple base. En este sutra el Buda enseña cómo la clara comprensión de las seis bases de los sentidos ayuda a desarrollar los elementos necesarios para lograr el último despertar y la liberación final.